# Брей-сюр-Руайа
Брей-сюр-Руайа (фр. Breil-sur-Roya, итал. Breglio, Breglio sullo Roio) — коммуна на юго-востоке Франции в регионе Прованс — Альпы — Лазурный берег, департамент Приморские Альпы, округ Ницца, кантон Конт. До марта 2015 года коммуна являлась административным центром одноимённого упразднённого кантона (округ Ницца).
Площадь коммуны — 81,31 км², население — 2092 человека (2006) с тенденцией к росту: 2444 человека (2012), плотность населения — 30,1 чел/км².

## Население
Население коммуны в 2011 году составляло — 2415 человек, а в 2012 году — 2444 человека.
| 1962 | 1968 | 1975 | 1982 | 1990 | 1999 | 2006 | 2011 | 2012 |
| ---- | ---- | ---- | ---- | ---- | ---- | ---- | ---- | ---- |
| 1994 | 2148 | 2089 | 2095 | 2058 | 2028 | 2092 | 2415 | 2444 |

Динамика численности населения:

## Экономика
В 2010 году из 1389 человек трудоспособного возраста (от 15 до 64 лет) 926 были экономически активными, 463 — неактивными (показатель активности 66,7 %, в 1999 году — 64,8 %). Из 926 активных трудоспособных жителей работали 816 человек (420 мужчин и 396 женщин), 110 числились безработными (55 мужчин и 55 женщин). Среди 463 трудоспособных неактивных граждан 108 были учениками либо студентами, 221 — пенсионерами, а ещё 134 — были неактивны в силу других причин.
На протяжении 2010 года в коммуне числилось 1037 облагаемых налогом домохозяйств, в которых проживало 2180,0 человек. При этом медиана доходов составила 17 тысяч 864 евро на одного налогоплательщика.

## Города-побратимы
- Борго-Сан-Дальмаццо, Италия (2000)
- Алерия, Франция (2013)